# Objektvision
Objektvision är en marknadsplats för lokaler och kommersiella fastigheter i Sverige. Objektvision innehåller mer än 12 000 objekt från fler än 1 300 olika aktörer på fastighetsmarknaden, fastighetsbolag, mäklare och fastighetskonsulter.
År 1996 startade Capitex, nuvarande Vitec AB Bovision. Två år senare, 1998, bröts B2B delen ut och Objetvision startades. År 2006 sålde Capitex Bovision och Objektvision till finska Alma Media och 2012 såldes Bovison vidare till PR Affärsutveckling i Sverige AB. Objektvision är numera[när?] ledande på den kommersiella marknaden, efter att Hemnet 2013 lagt ned sin kommersiella del.